# Мале Курейне
Мале Куре́йне (рос. Малое Курейное) — присілок у складі Макушинського округу Курганської області, Росія. 
Населення — 55 осіб (2010, 136 у 2002).
Національний склад станом на 2002 рік:
- росіяни — 82 %